# Boissevain

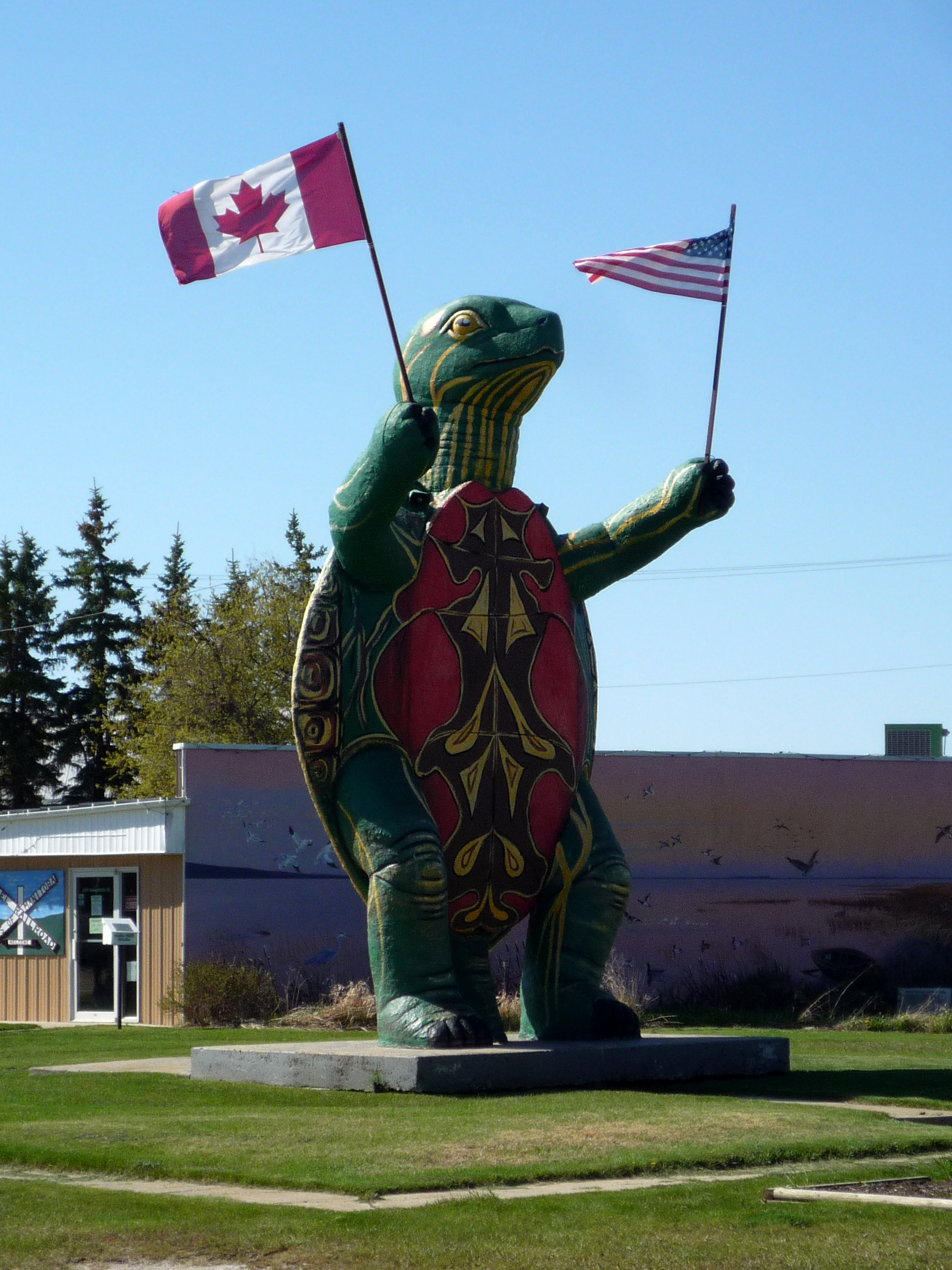
Tommy the Turtle, monument de Boissevain représentant une tortue peinte.

Boissevain est une ville du Manitoba proche de la frontière du Dakota du Nord. Enclavée dans la municipalité rurale de Morton, la ville est située près du International Peace Garden et du Turtle Mountain Provincial Park. Le nom provient d'Adolphe Boissevain qui aida à financer le chemin de fer du Canadien Pacifique.
D'une population légèrement en dessous de 1 500 habitants, Boissevain possède l'une des 30 écoles considérées parmi les meilleures du classement du magazine Maclean, ainsi que la station radio CJRB (1220 AM).